# Мамайка (микрорайон)
Мама́йка — микрорайон в Центральном районе города Сочи, Краснодарский край, Россия. Расположен на берегу Чёрного моря, в устье реки Мамайка.

## Этимология
Наименование Мамайка — это русифицированное турецкое название крепости Мамай-Кале в устье реки Псахе.

## История
Первым каменным сооружением на территории нынешнего микрорайона является римско-византийская крепость в устье реки Псахе I—VI вв. Сейчас это благоустроенный микрорайон со школой-интернатом, универсамом, летним кинотеатром «Южный». В районе Мамайки находится деревообрабатывающий комбинат. В 1994 году вошла в строй новая АТС № 90 на 3000 номеров.

## Улицы
- Виноградная улица (Новый Сочи)
- Крымская улица (Сочи)
- Ландышевая улица (Сочи)
- Полтавская улица (Сочи)
- Волжская улица (Сочи)
- Анапская улица (Сочи)
- Загородная улица (Сочи)
- Стартовая улица (Сочи)
- Ясная улица (Сочи)
- Знаменская улица (Сочи)
- Каширская улица (Сочи)
- Целинная улица (Сочи)
- Волжский переулок (Сочи)
- Улица Плеханова (Сочи)
- Переулок Плеханова (Сочи)
- Улица Фадеева (Сочи)

## Достопримечательности
- Храм Великомученика Пантелеймона
- Крепость Мамай-Кале